# Panjang (Tanah Tumbuh)
Panjang is een bestuurslaag in het regentschap Bungo van de provincie Jambi, Indonesië. Panjang telt 1038 inwoners (volkstelling 2010).